# Gil Vicente Futebol Clube 2013-2014
Questa voce raccoglie le informazioni riguardanti il Gil Vicente Futebol Clube nelle competizioni ufficiali della stagione 2013-2014.

## Rosa
| N. |                       | Ruolo | Calciatore         |
| -- | --------------------- | ----- | ------------------ |
| 1  | Brasile (bandiera)    | P     | Adriano Facchini   |
| 3  | Portogallo (bandiera) | D     | Vítor Vinha        |
| 4  | Brasile (bandiera)    | D     | Halisson           |
| 6  | Portogallo (bandiera) | C     | Daniel Faria       |
| 7  | Portogallo (bandiera) | A     | Diogo Viana        |
| 10 | Brasile (bandiera)    | A     | Bruno Moraes       |
| 11 | Georgia (bandiera)    | C     | Avtandil Ebralidze |
| 13 | Capo Verde (bandiera) | A     | Brito              |
| 14 | Brasile (bandiera)    | D     | Danielson          |
| 15 | Senegal (bandiera)    | A     | Kalidou Yero       |
| 17 | Portogallo (bandiera) | C     | Leandro Pimenta    |

| N. |                       | Ruolo | Calciatore             |
| -- | --------------------- | ----- | ---------------------- |
| 19 | Mali (bandiera)       | C     | Alphousseyni Keita     |
| 20 | Portogallo (bandiera) | C     | Vítor Gonçalves        |
| 22 | Ghana (bandiera)      | A     | Haminu Dramani         |
| 23 | Capo Verde (bandiera) | D     | Pecks                  |
| 25 | Portogallo (bandiera) | C     | César Peixoto          |
| 28 | Australia (bandiera)  | P     | Caleb Patterson-Sewell |
| 45 | Portogallo (bandiera) | A     | Paulinho               |
| 46 | Portogallo (bandiera) | C     | Nélson Agra            |
| 77 | Portogallo (bandiera) | C     | João Vilela            |
| 99 | Colombia (bandiera)   | A     | John Jairo Mosquera    |
|    | Brasile (bandiera)    | C     | Jander                 |